# Cadulus curtus
Cadulus curtus är en blötdjursart som beskrevs av Watson 1879. Cadulus curtus ingår i släktet Cadulus och familjen Gadilidae. Inga underarter finns listade i Catalogue of Life.